# Lithophane cinerea
Lithophane cinerea är en fjärilsart som beskrevs av Riley 1871. Lithophane cinerea ingår i släktet Lithophane och familjen nattflyn. Inga underarter finns listade i Catalogue of Life.